# GNU Hello
GNU Helloは、"Hello, world!"という文字列またはそれを翻訳したものを画面に表示する自由ソフトウェアである。違うフォーマットで表示することや、別のメッセージを表示することもできる。このプログラムの主な目的は、GNUコーディング規約の例として機能し、入力に応じて異なるタスクを実行するプログラムの作成方法を示し、GNUメンテナの作業のモデルとして機能することである。そのため、新しいソフトウェアプロジェクトのテンプレートとして使用することができる。